# آل مقطع مسحال (لودر)

تعديل مصدري - تعديل

آل مقطع مسحال هي إحدى قرى عزلة زارة بمديرية لودر التابعة لمحافظة أبين، بلغ تعداد سكانها 225 نسمة حسب تعداد اليمن لعام 2004.